# 渡辺海旭
渡辺 海旭（わたなべ かいきょく、明治5年1月15日（1872年2月23日） - 昭和8年（1933年）1月26日）は、東京・浅草出身の学僧。浄土宗の僧侶。社会事業家。阿雷狂史・壺月と号す。

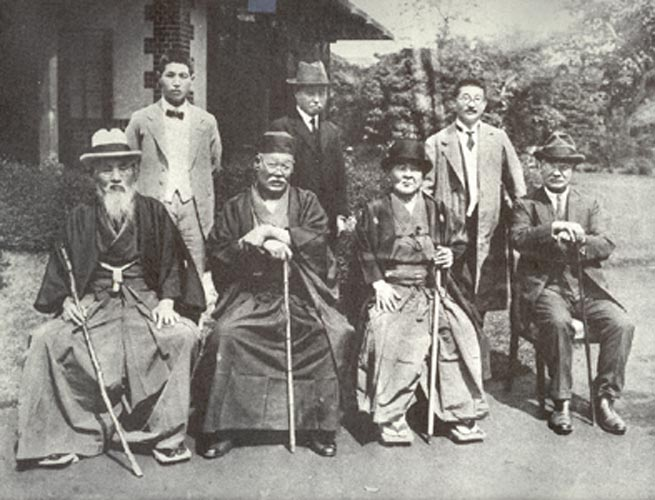
国士舘の設立を協議する有志　前列左から頭山満、野田卯太郎、渋沢栄一、徳富蘇峰、後列左から花田半助、渡辺海旭、柴田徳次郎

## 略歴
前田和男『紫雲の人、渡辺海旭』巻末の年表によると、以下の通りである。
明治5年（1872年）、東京の浅草の田原町にて、渡辺啓蔵、トナ夫妻の長男として生まれる。明治14年（1881年）に抜嫡届けが出され、翌明治15年（1882年）に抜嫡届けが受理され、浅草松清町の萬照寺に入る。
明治20年（1887年）、小石川区初音町の浄土宗源覚寺住職、端山海定のもとで得度。海定の一字をもらいうけて、海旭となる。同年9月、浄土宗学東京支校（のちの芝中学校・芝高等学校）に入学。明治22年（1889年）、浄土宗学本校に進学し、望月信亨、荻原雲来と出会う。この頃、「壺」を頭字にした雅号を附けることとなり、抽選で「壺月」の号となって以来、壺月の号を一貫して用いた。明治28年（1895年）、浄土宗学本校全科を卒業。『浄土教報』主筆。明治32年（1899年）、高嶋米峰、杉村楚人冠、境野黄洋らと仏教清徒同志会を発足。
明治33年（1900年）、浄土宗第一期海外留学生としてドイツへ留学。カイザー・ウィルヘルム第二世大学（ストラスブルク大学）に入学。エルンスト・ロイマンに師事。明治40年（1907年）、ドクトル・フィロソフィーの学位を受け、明治43年（1910年）に帰国。ただちに宗教大学、東洋大学教授に就任。明治44年（1911年）、回向院本多浄厳らと協力して、深川区平野町にドイツ的セツルメントの浄土宗労働共済会を設立。同年、芝中学校校長に就任し、死去までの20余年務める。
大正8年（1919年）、国士舘大学の教授、評議員に就任。大正15年（1926年）、大正大学開学、教授に就任。昭和7年（1932年）、高楠順次郎を補佐する形で関わった『大正新脩大蔵経』正統85巻、索引『昭和法宝総目録』2冊完成。
昭和8年（1933年）、敗血症により死去。
作家の武田泰淳は甥。

## 逸話
- 僧侶でありながら、様々な立場の人々と交流した。長谷川良信、矢吹慶輝、中西雄洞といった社会事業家、頭山満、ラス・ビハリ・ボース、徳富蘇峰といった国士、内村鑑三、堺利彦、幸徳秋水といったキリスト教社会主義者など、交友範囲は極めて広かった。死後、椎尾弁匡、姉崎正治、徳富蘇峰、高嶋米峰、相馬愛蔵らが追悼文を寄せ、土井晩翠は「渡辺海旭上人弔歌」を作った[5]。
- 卍を4つのLに見立てて、「Light（光明）、Love（愛）、Life（生命）、Liberty（自由）」を教育方針として重視した[6]。この教育方針は、芝中学校・芝高等学校の教訓「遵法自治」へと結実された。
- カルピスの名付け親として知られる[7]。三島海雲から相談を受けて、五味の1つ、熟穌（「サルパス」）に「カルシウム」を合わせて、「カルピス」と名付けたとされる。
- 死後、留学中に出会った足立文太郎との取り決めに従って、遺体が解剖された[8]。

## 主著
- 『摩訶洹沙』（東光社、1903年）：荻原雲来との共訳
- 『欧米の仏教』（丙午出版社、1917年）
- 『歎異鈔講話 - 仏教聖典』（和田健次編、京文社書店、1934年）

### 著作集
- 『壺月全集』上下（壷月全集刊行会、1933年）
- 『渡辺海旭論文集』（壺月全集刊行会、1936年）

### 論文
- CiNii>渡辺海旭
- INBUDS>渡辺海旭

## 評伝
- 増谷文雄『宗教的生活者』（第一書房、1936年）
- 知切光歳『日本の聖まんだら』（大蔵出版、1954年）
- 前田和男 『紫雲の人、渡辺海旭 - 壺中に月を求めて』（ポット出版、2011年）
- 西村実則 『荻原雲来と渡辺海旭　ドイツ・インド学と近代日本』（大法輪閣、2012年、新版2019年）